# Francisco Sabino
Francisco Sabino Álvares da Rocha Vieira Barroso (Salvador, BA, 1796 - Cáceres,MT, 1846) foi um médico e líder político revolucionário brasileiro, mais conhecido como "Sabino Álvares". .
Foi o principal líder da revolta emancipacionista e republicana ocorrida na Província da Bahia e que ficou conhecida como Sabinada (1837-1838).
Após o movimento ser derrotado pelas forças do Governo Imperial, Sabino foi detido e julgado, juntamente com outros líderes do movimento por um tribunal composto pelos latifundiários da província.Condenado à pena de morte pelo juiz Victor de Oliveira em 2 de junho de 1838 teria sido anistiado em 22 de agosto de 1840 com a substituição da pena capital para o degredo na cidade de Goiás.
Escoltado por marinheiros imperiais de Salvador até o Rio de Janeiro em 27 de novembro de 1841, deveria seguir imediatamente para o sertão, entretanto, ainda ficaria por quatro meses na companhia do filho,de mesmo nome, Sabino Álvares, advogado na então Vila de Maricá. Acabou sendo localizado pelo chefe de polícia, e despachado para cumprir sua pena de crime político. . 
Tendo permanecido em Goiás, recebeu ordem de transferência para a Província de Matto Grosso, onde ficaria no Real Forte Príncipe da Beira,hoje estado de Rondônia.. E então chegando em Cuiabá em outubro de 1844, o presidente da província Ricardo José Gomes Jardim o mandou para a cidade de Mato-Grosso, hoje Vila Bela da Santíssima Trindade, devido ao motim que ocorrera no Forte Príncipe da Beira.  
Adoentado, possivelmente com malária, não chegou ao seu destino final, parou na Fazenda Jacobina, na cidade de Cáceres, onde foi acolhido por João Carlos Pereira Leite, que o homiziou. O governo estadual resolveu fazer vistas grossas. Sabino Álvares iria trabalhar como médico até morrer de congestão cerebral em 1846 . 
Segundo relato de Estevão de Mendonça, sobre o seu túmulo, foi talhada em duas tábuas de jacarandá a seguinte inscrição:

Em Tributo ao saber e à amizade. Aqui dorme o sono dos mortos o Dr. F. Sabino da R. Vieira. Nascido na Província da Bahia faleceu aos 25 dias do mês de dezembro de 1846, deixando após sua morte saudosas recordações. Ao compatriota e amigo J.C.P.Leite. 
Sepultado na capelinha da fazenda, seus ossos seriam retirados em 1895 e remetidos para Salvador a pedido do Instituto Geográfico e Histórico da Bahia. 
Formado em medicina pelo colégio médico-cirúrgico, hoje a Faculdade de Medicina da Bahia da Universidade Federal da Bahia, onde foi professor-substituto, nomeado em 15 de junho de 1833, tentaria a titularidade da cadeira de Patologia em 1837 apresentando uma monografia sobre o Mal de Pott, porém, ficaria em segundo lugar no concurso. Ao mesmo tempo em que se dedicava à política, também era o redator do jornal “O Investigador Brazileiro”, periódico baiano que circulou entre 1831-32.

## O assassinato do alferes José Joaquim Ribeiro Moreira
Sabino Álvares defendia sua opinião política no periódico O Investigador Brazileiro, e acabou sendo insultado pelo redator do concorrente Jornal do Commercio Vicente Ribeiro Moreira, que o acusou de assassinar a própria mulher. Os dois desafetos acabariam se encontrando nas ruas, no dia 31 de outubro de 1833, quando Sabino deu uma chicoteada em Vicente, que apenas se queixou ao público.
O irmão do Vicente, o alferes José Joaquim, por outro lado, tomou suas dores e espalhou que surraria Sabino Álvares com um látego onde o encontrasse. O encontro aconteceu na Praça do Palácio, no dia 7 de novembro de 1833, as 10h00, e quando o alferes avançou, Sabino tirou um bisturi que guardava em um estojo no bolso com o qual o golpeou, causando-lhe a morte.Acabaria preso e sentenciado.
A decisão do Júri foi a pena de seis anos de prisão, com trabalhos forçados, em 29 de julho de 1834. A sentença foi reformada em apelação porque um dos jurados que deu maioria se arrependeu do voto. A pena foi comutada para degredo de seis anos para Província de São Pedro do Rio Grande do Sul. Outra apelação foi feita junto à Regência Permanente, e o ministro da Justiça Aureliano de Souza e Oliveira Coutinho extinguiu a pena em 27 de novembro de 1834 por legítima defesa.

## Outros escritos
- Monografia sobre a Temperança como Meio de Conservar a Saúde e Prolongar a Vida, em 15 páginas, publicada em 1833. A monografia ganhou uma das seis medalhas de ouro da Sociedade Conciliadora da Bahia[10].

- Monografia sobre dois tumores na cabeça. A partir da observação de dois pacientes da Fazenda Jacobina, na região de Cáceres, MT, publicado na Revista Médica Brazileira, no Rio de Janeiro, em 1842. A observação de pacientes com bócio levou a outra monografia, que não foi publicada.

- Algumas notícias médicas e outras observações acerca da província de Matto-Grosso, são contribuições publicadas no Archivo Medico Brazileiro, em 1846. Além dos relatos médicos, Sabino Álvares se queixa da opressão policial, que o impedem de sair de Mato Grosso, e do descaso do Judiciário ao não atender seus pedidos para retornar à Bahia.